# 努昂勒菲兹利耶
努昂勒菲兹利耶（法語：Nouan-le-Fuzelier，發音：[nwɑ̃ lə fyzlje]），法国中北部城市，中央-卢瓦尔河谷大区卢瓦-谢尔省的一个市镇，隶属于罗莫朗坦-朗特奈区，其市镇面积为85.49平方公里，2022年1月1日时人口数量为2,293人，在法国市镇中排名第4,796位（2022年）。
努昂勒菲兹利耶位于卢瓦-谢尔省东部，索洛涅森林腹地，莱索布赖—蒙托邦铁路在此跨越内昂河。

## 地名来源
根据当地官方网站的论述，“Nouan”一名出自拉丁语“Noemium”，其含义尚有待考证；“-le-Fuzelier”这一后缀最初于1460年出现，该名称可能与当地历史上的火麻纺织活动有关。在十八世纪末以前，该地官方名称曾被写作“Nouan le Fuselier”。

## 历史

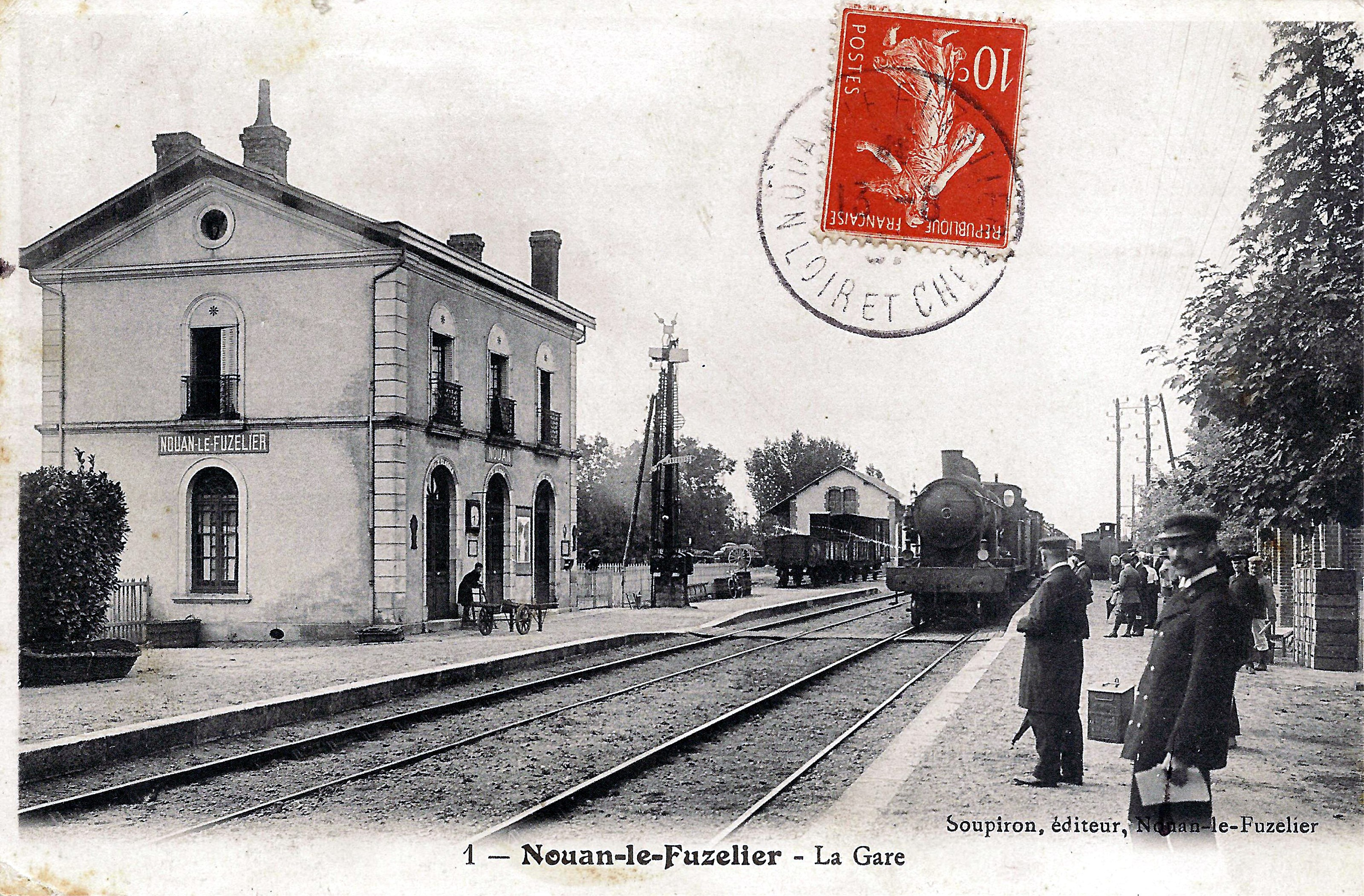
二十世纪初的努昂勒菲兹利耶火车站

努昂勒菲兹利耶的早期历史尚不清楚。根据当地官方网站的论述，中世纪中后期努昂勒菲兹利耶境内出现火麻种植活动，并由此出现纺织手工业。公元十七世纪时，努昂勒菲兹利耶境内建成圣马丁教堂。法国大革命后，努昂勒菲兹利耶成为卢瓦-谢尔省的一个市镇。工业革命期间，途径努昂勒菲兹利耶的国道N20线及莱索布赖—蒙托邦铁路相继建成通车，努昂勒菲兹利耶成为一处交通驿站。二十世纪70年代，途径努昂勒菲兹利耶的A71高速公路亦建成通车。

## 地理

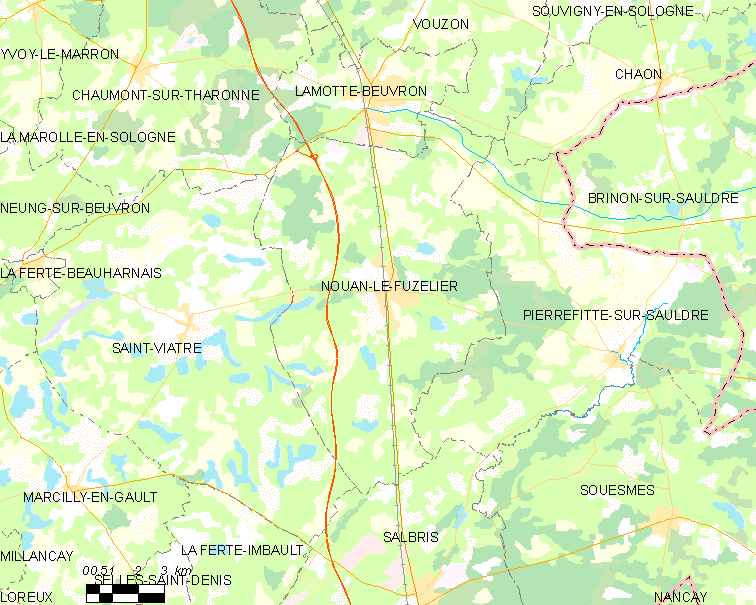
努昂勒菲兹利耶市镇范围地图

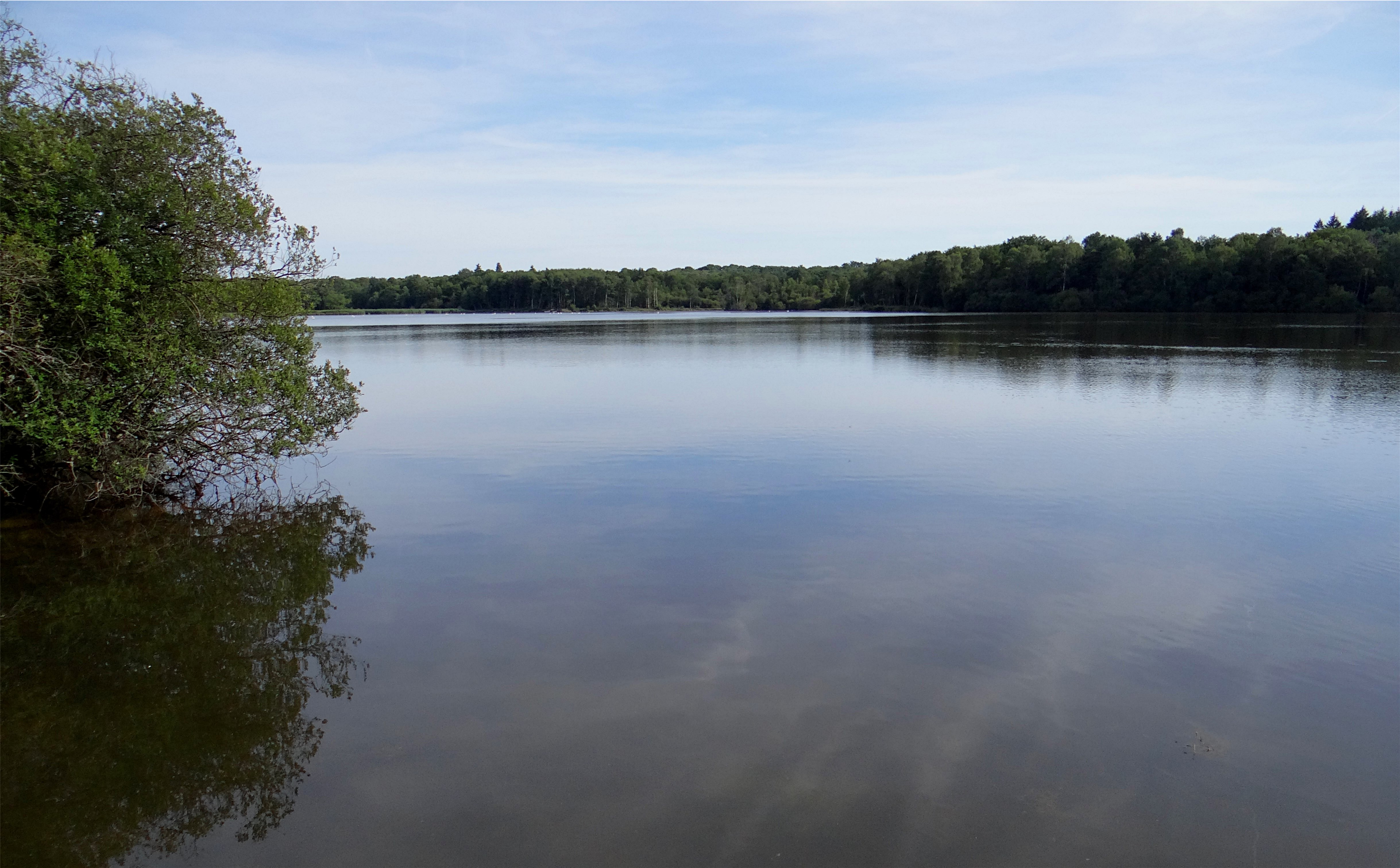
努昂勒菲兹利耶境内的一处水塘

努昂勒菲兹利耶位于法国中北部，中央-卢瓦尔河谷大区中东部和卢瓦-谢尔省东部，距离省会布卢瓦大约58公里。与努昂勒菲兹利耶接壤的市镇包括：塔罗讷河畔肖蒙、拉莫特伯夫龙、索尔德河畔皮埃尔菲特、圣维亚特尔、萨尔布里和武宗。

### 地形
努昂勒菲兹利耶位于索洛涅地区腹地，境内以平原为主，市镇中心地势较为平坦，全境海拔在99到138米之间。

### 水文
内昂河自东向西流经努昂勒菲兹利耶镇中心，其右岸支流布永河在此与其交汇。此外努昂勒菲兹利耶境内还有多处水塘分布。

### 植被
努昂勒菲兹利耶属于温带阔叶混交林区，是索洛涅森林的组成部分，林地广泛分布于市镇范围内的大部分区域。
在鲜花城市的评比中，努昂勒菲兹利耶被评为2星级鲜花城市。

### 自然灾害
努昂勒菲兹利耶的地震危险度等级为1级，属于极低危险；氡辐射等级为1级，属于低危险。1982至2025年4月间，努昂勒菲兹利耶境内共发生8次有记录的自然灾害，其中2次洪涝，5次干旱。

### 气候
努昂勒菲兹利耶在柯本气候分类法中属于温带海洋性气候（Cfb）。

## 行政区划
努昂勒菲兹利耶的市镇编号为41161，邮政编号为41600。
在行政管理方面，努昂勒菲兹利耶隶属于法国中央-卢瓦尔河谷大区卢瓦-谢尔省罗莫朗坦-朗特奈区；在地方选举方面，努昂勒菲兹利耶隶属于索洛涅县，其市镇范围全境被划入卢瓦-谢尔省第二选区；在社会管理方面，努昂勒菲兹利耶是索洛涅之心市镇公共社区的组成部分。
截至2025年4月，努昂勒菲兹利耶市镇范围内暂无任何安全优先街区及城市政策优先街区。
法国国家统计与经济研究所（简称“INSEE”）在进行数据统计时，将努昂勒菲兹利耶市镇单独设为努昂勒菲兹利耶城市核心区（Unité urbaine de Nouan-le-Fuzelier），未将努昂勒菲兹利耶划入任何城市辐射区（Aire d'attraction de Nouan-le-Fuzelier）。此外，INSEE还将努昂勒菲兹利耶市镇整体看作一个“块区”（IRIS），以便于统计人口分布情况。

## 交通

### 公路
A71高速公路经过努昂勒菲兹利耶市镇西部并设有3号出入口，另有卢瓦-谢尔省省道D44线、D48线、D93线、D122线、D923线和D2020线在努昂勒菲兹利耶境内交汇。中央-卢瓦尔河谷大区城际客运（商业名称为“Rémi”）下属的卢瓦-谢尔省的城际客运3线经停努昂勒菲兹利耶，可前往布卢瓦。
| 3 | 9 |

| 布卢瓦 | 58 |

| 萨尔布里 | 13 |

| 拉莫特伯夫龙 | 8 |

2021年，68.6%的努昂勒菲兹利耶家庭拥有至少一辆私人汽车。2023年，努昂勒菲兹利耶境内共发生各类交通事故2起，造成3人受伤，其中1人重伤。

### 铁路

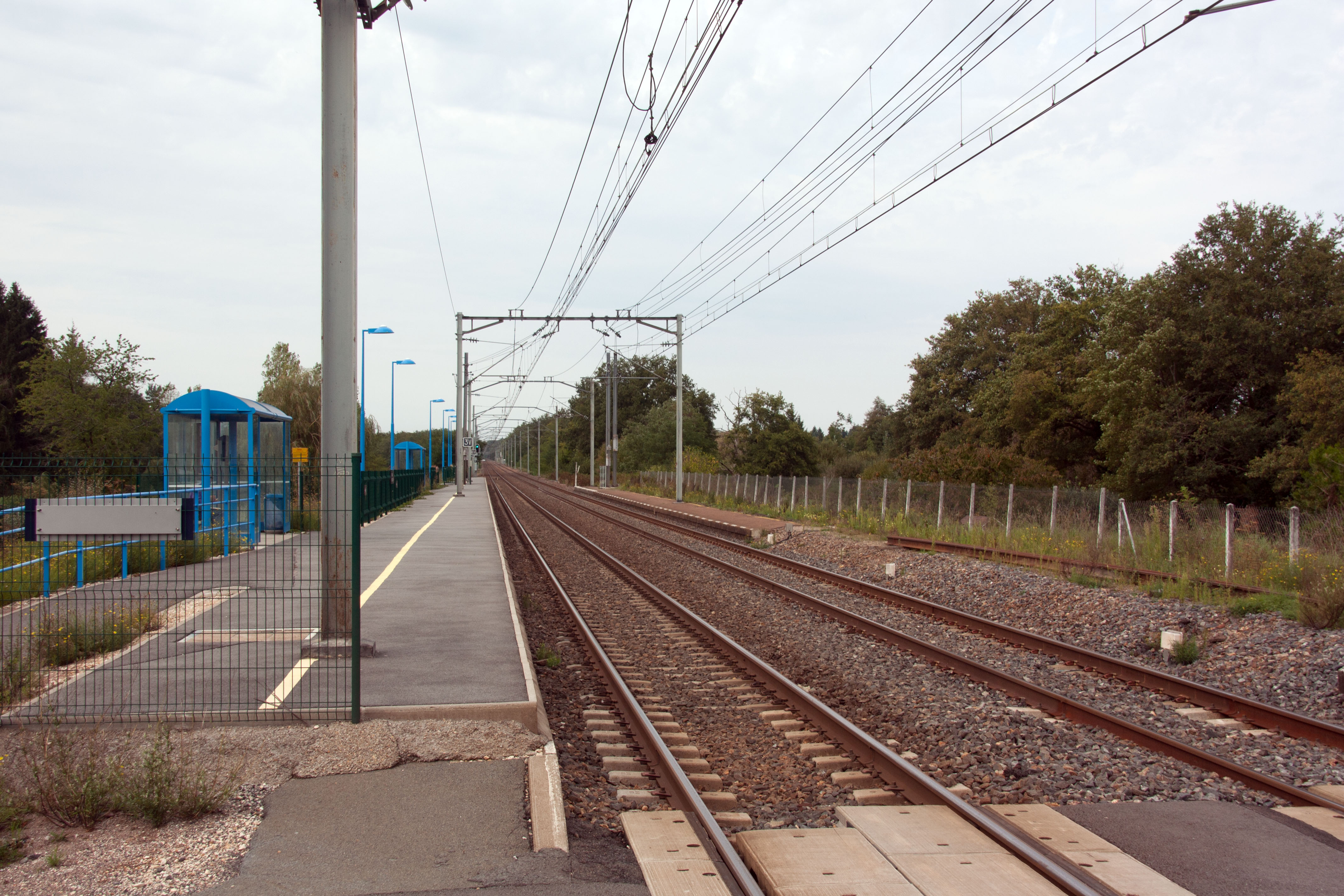
努昂勒菲兹利耶火车站的站台

努昂勒菲兹利耶位于莱索布赖—蒙托邦铁路上。努昂勒菲兹利耶站位于市区西部，停靠往返于奥尔良和维耶尔宗一线的区域列车。

### 航空
努昂勒菲兹利耶距离巴黎-奥利机场的高速公路里程大约170公里。

### 城市公共交通
截至2025年4月，努昂勒菲兹利耶暂无城市公共交通系统。

## 政治

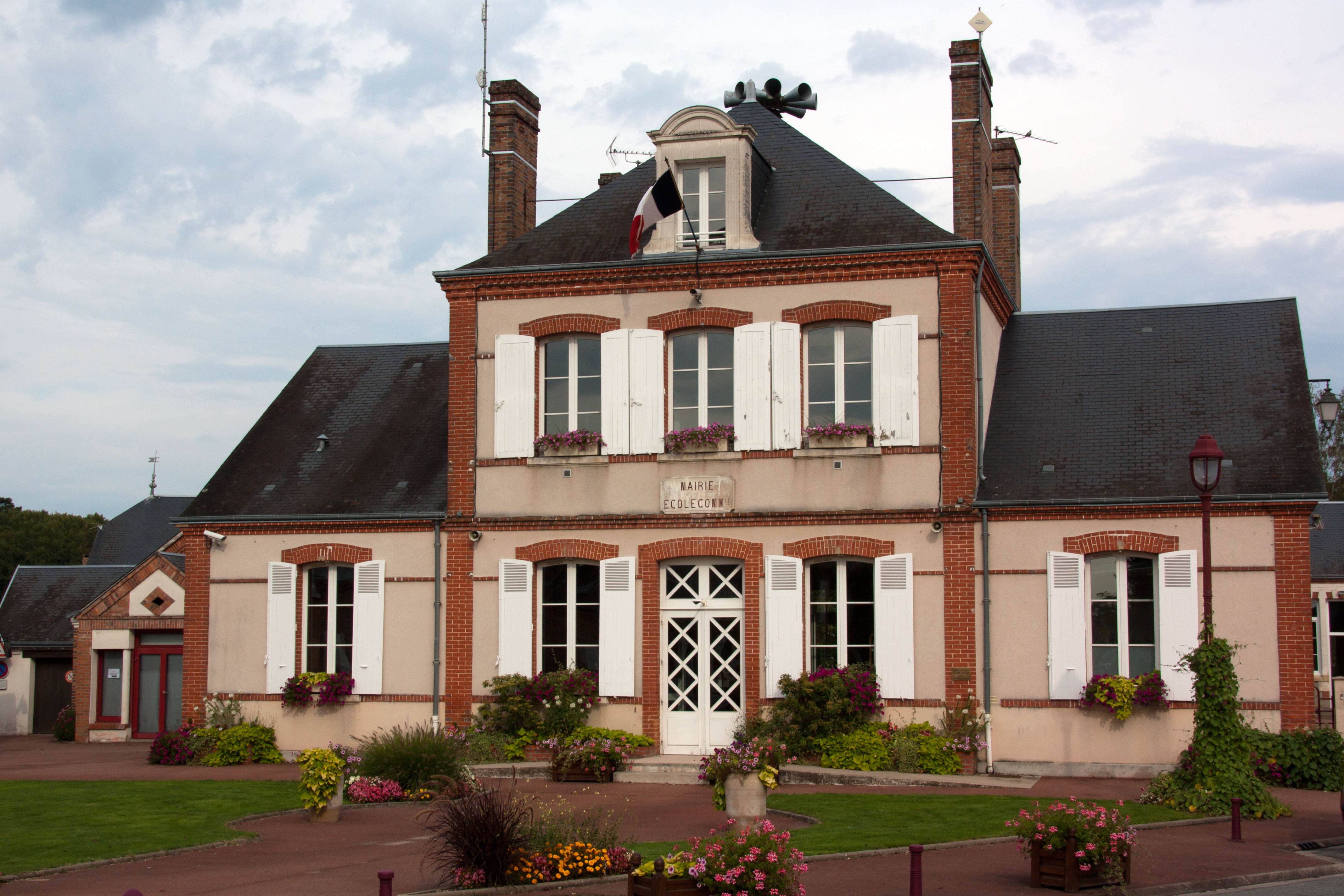
努昂勒菲兹利耶市政厅

努昂勒菲兹利耶的现任市长为帕特里克·吕内先生（Patrick LUNET），他的党籍不详，在2020年的市政选举中获得了100%的支持率。
在2022年的法国总统大选的第二轮选举中，法国第25任总统埃马纽埃尔·马克龙在努昂勒菲兹利耶获得了53.19%的支持率。

## 人口
2022年，努昂勒菲兹利耶市镇人口数量为2,293，在法国排名第4,796位。其中男性1,090人，女性1,198人，75岁及以上人口占11.3%，外籍人口数量为100人，人口密度为27人/平方公里，当地居民被称为（男性）或（女性）。2015至2021年间，努昂勒菲兹利耶的人口增长率为–0.3%。2022年，努昂勒菲兹利耶境内出生12人，死亡人口33人。
| 努昂勒菲兹利耶1901年－2022年人口变化情况 |
|                                          |
| 数据来源：Cassini、INSEE                 |

## 经济
INSEE于2020年将努昂勒菲兹利耶划入罗莫朗坦-朗特奈就业区（Zone d'emploi de Romorantin-Lanthenay），并又于2022年将其划入拉莫特伯夫龙生活区（Bassin de vie de Lamotte-Beuvron）。截至2024年底，努昂勒菲兹利耶市镇范围内共有各类用人单位（包含自雇）355家，比上一年同期新增19家；（金属加工）、（工程研究）及（汽车配件销售）是当地2022年已公布营业额最高的三个企业，分别为32,287,306欧元、2,304,505欧元和1,132,054欧元。

## 财政与居民收入
2023年，努昂勒菲兹利耶的财政收入总额为2,754,930欧元，财政支出总额为2,142,110欧元，当年的债务总额为908,030欧元。2023年，努昂勒菲兹利耶市镇通过增值税获得60,090欧元的收入，此外当地还共获得了42,210欧元的国家直接财政补助。
| 努昂勒菲兹利耶居民收入情况                       | 努昂勒菲兹利耶居民收入情况 | 努昂勒菲兹利耶居民收入情况 | 努昂勒菲兹利耶居民收入情况 |
| 内容                                             | 努昂勒菲兹利耶             | 卢瓦-谢尔省                | 法國                       |
| ------------------------------------------------ | -------------------------- | -------------------------- | -------------------------- |
| 居民平均时薪                                     | 13.6欧元（2022年）         | 14.9欧元（2022年）         | 17欧元（2022年）           |
| 高级职员人均时薪                                 | 23.5欧元（2022年）         | 26.1欧元（2022年）         | 29.1欧元（2022年）         |
| 中级职员人均时薪                                 | 15.1欧元（2022年）         | 16.1欧元（2022年）         | 16.6欧元（2022年）         |
| 普通职员人均时薪                                 | 11.5欧元（2022年）         | 11.8欧元（2022年）         | 12.1欧元（2022年）         |
| 工人人均时薪                                     | 12.2欧元（2022年）         | 12.3欧元（2022年）         | 12.5欧元（2022年）         |
| 贫困率                                           | 12%（2021年）              | 13.2%（2021年）            | 14.5%（2021年）            |
| 青壮年（15至64岁）失业率                         | 13.8%（2021年）            | 10.7%（2021年）            | 10.4%（2021年）            |
| 家庭总数                                         | 1,069（2022年）            | 513（2022年）              | 1,160（2022年）            |
| 征税家庭数量占比                                 | 38.5%（2023年）            | 51.2%（2022年）            | 44.8%（2022年）            |
| 家庭年均纳税                                     | 2,847欧元（2023年）        | 2,415欧元（2022年）        | 4,481欧元（2022年）        |
| 资料来源：INSEE、L'Internaute、Le Journal du Net |                            |                            |                            |

## 社会事务

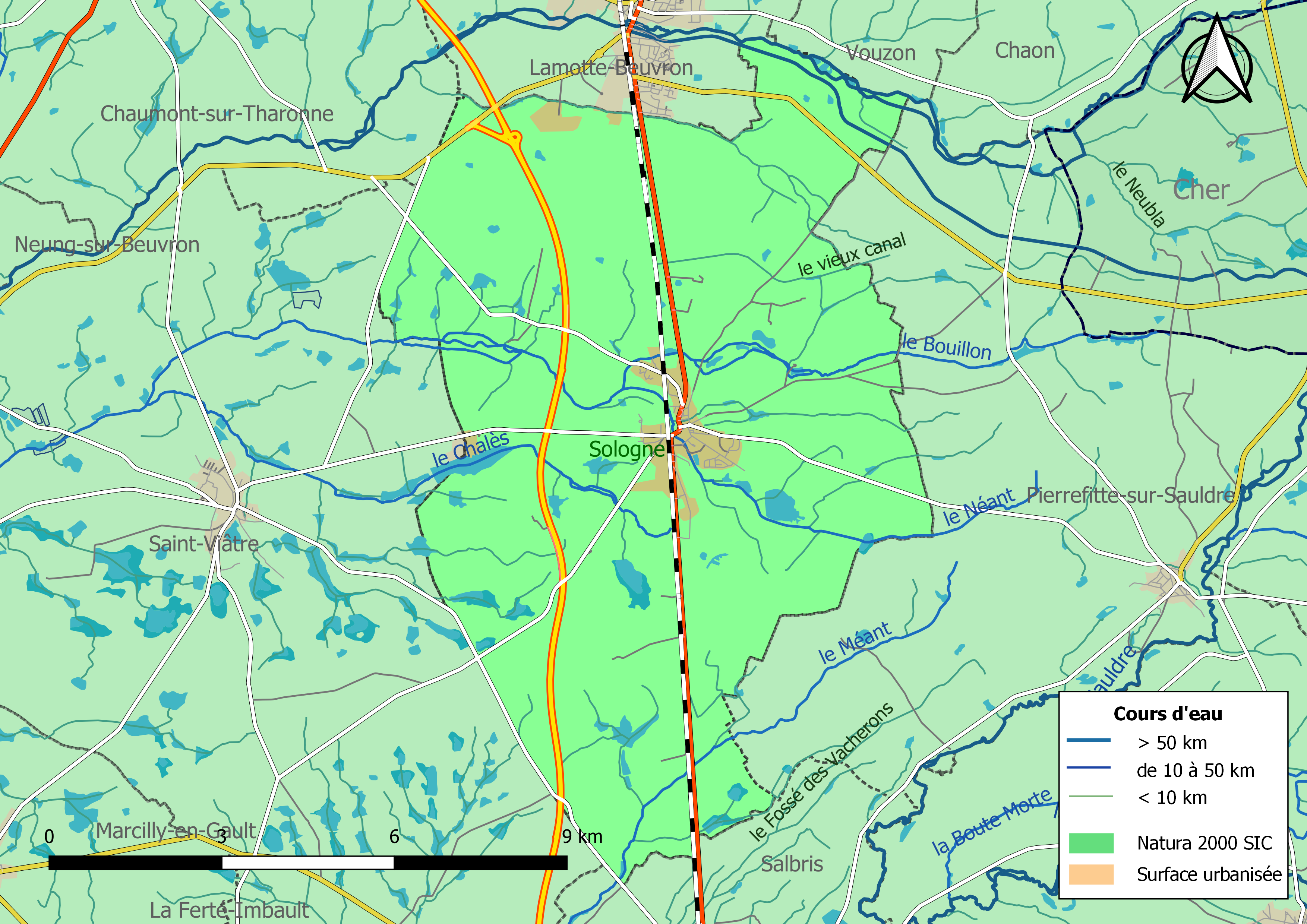
努昂勒菲兹利耶自然土地分布情况地图

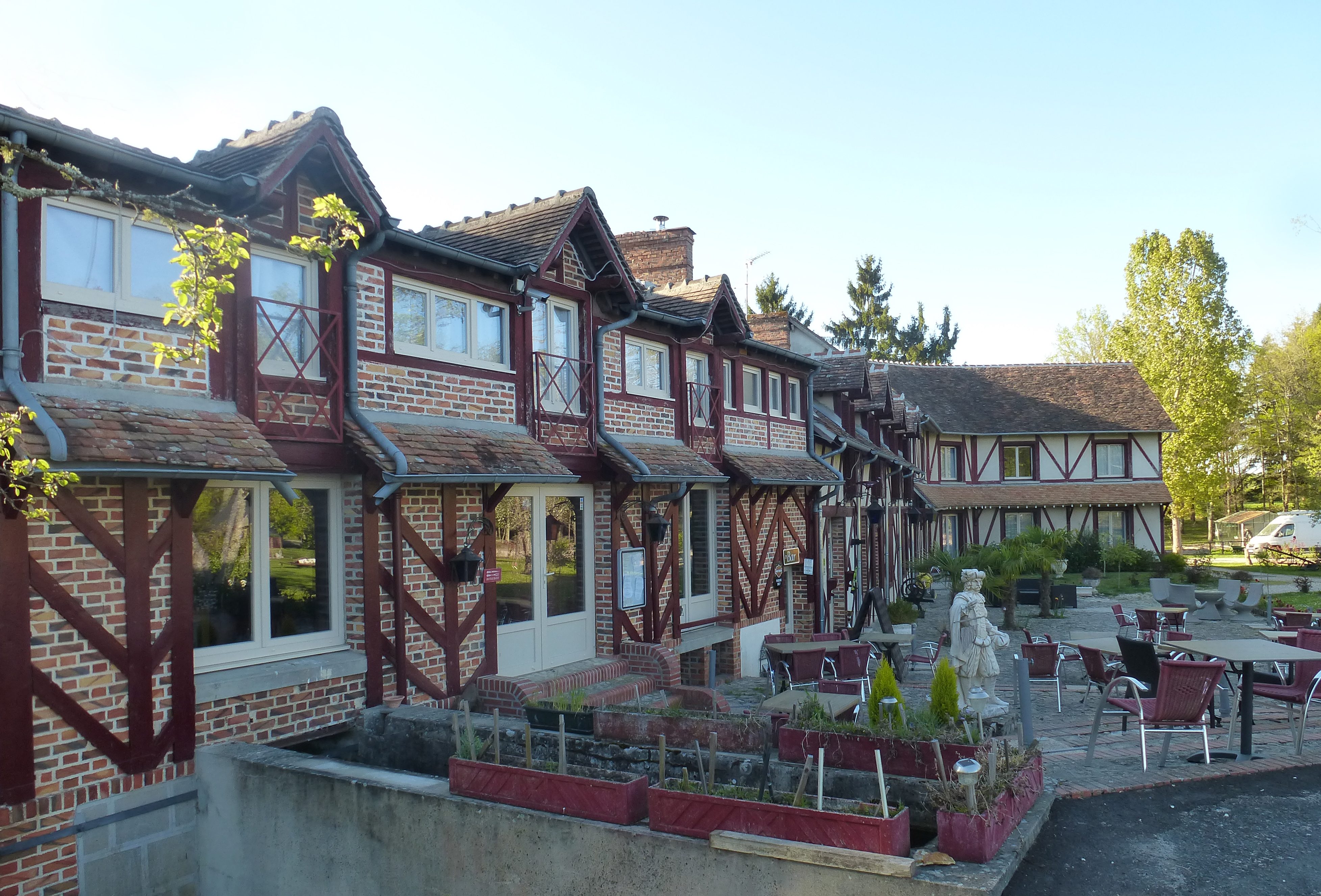
努昂勒菲兹利耶的一家酒店

### 教育
努昂勒菲兹利耶属于奥尔良-图尔学区。截至2023年1月1日，努昂勒菲兹利耶境内共有1所幼儿园和1所小学。

### 医疗
截至2023年1月1日，努昂勒菲兹利耶境内共有全科医生1名、保健师1名、牙医1名、护士2名、药房2家、残疾人帮扶中心1家。
距离努昂勒菲兹利耶最近的区域性医疗机构为奥尔良大区中心医院，后者亦是一个大学教学医院，其主病区奥尔良新医院位于奥尔良市区南端的河源街区，距离努昂勒菲兹利耶市区的正常车程大约33分钟（经高速公路），该院设有床位1,752个。

### 住房
2021年，努昂勒菲兹利耶境内共有各类住房1,420套，其中81.4%为独立式住宅，16.8%为集中式住宅。常住房屋占努昂勒菲兹利耶市镇范围内居民建筑总量的77.1%。2023年，努昂勒菲兹利耶的居住税率为12.80%，不动产税率为47.07%（其中空置土地的不动产税率为59.72%）。
在住房保障政策方面，2023年，努昂勒菲兹利耶境内共有380户家庭获得了家庭津贴补助，受益人数占总人口数量的16.6%，其中125份为房租补助。

### 商业
2021年，努昂勒菲兹利耶境内共有各类实体商铺43家，其中餐厅4家、面包房2家、肉铺1家、书店1家、美容美发店3家、汽车维修店6家。

### 体育
2023年，努昂勒菲兹利耶境内共有1家游泳池、1间体育馆、1处网球场、1处马术场以及2处足球或橄榄球场。
截至2025年4月，索洛涅之心团聚俱乐部（Groupement Coeur de Sologne，编号550400）是努昂勒菲兹利耶境内唯一的一家注册足球俱乐部，该俱乐部设有多个不同年龄段的青少年足球队，其位于努昂勒菲兹利耶境内的主场为科尔迪球场（Stade de Cordy）。

### 环境
努昂勒菲兹利耶的环境事务由其所属的索洛涅之心市镇公共社区联合各级政府协调负责。2021年，努昂勒菲兹利耶境内共有1家污染企业。

### 治安
2023年，努昂勒菲兹利耶市镇范围内累计记录各类案件45起，其中盗窃类案件21起，人身侵犯类案件11起，毒品交易类案件6起。

## 文化

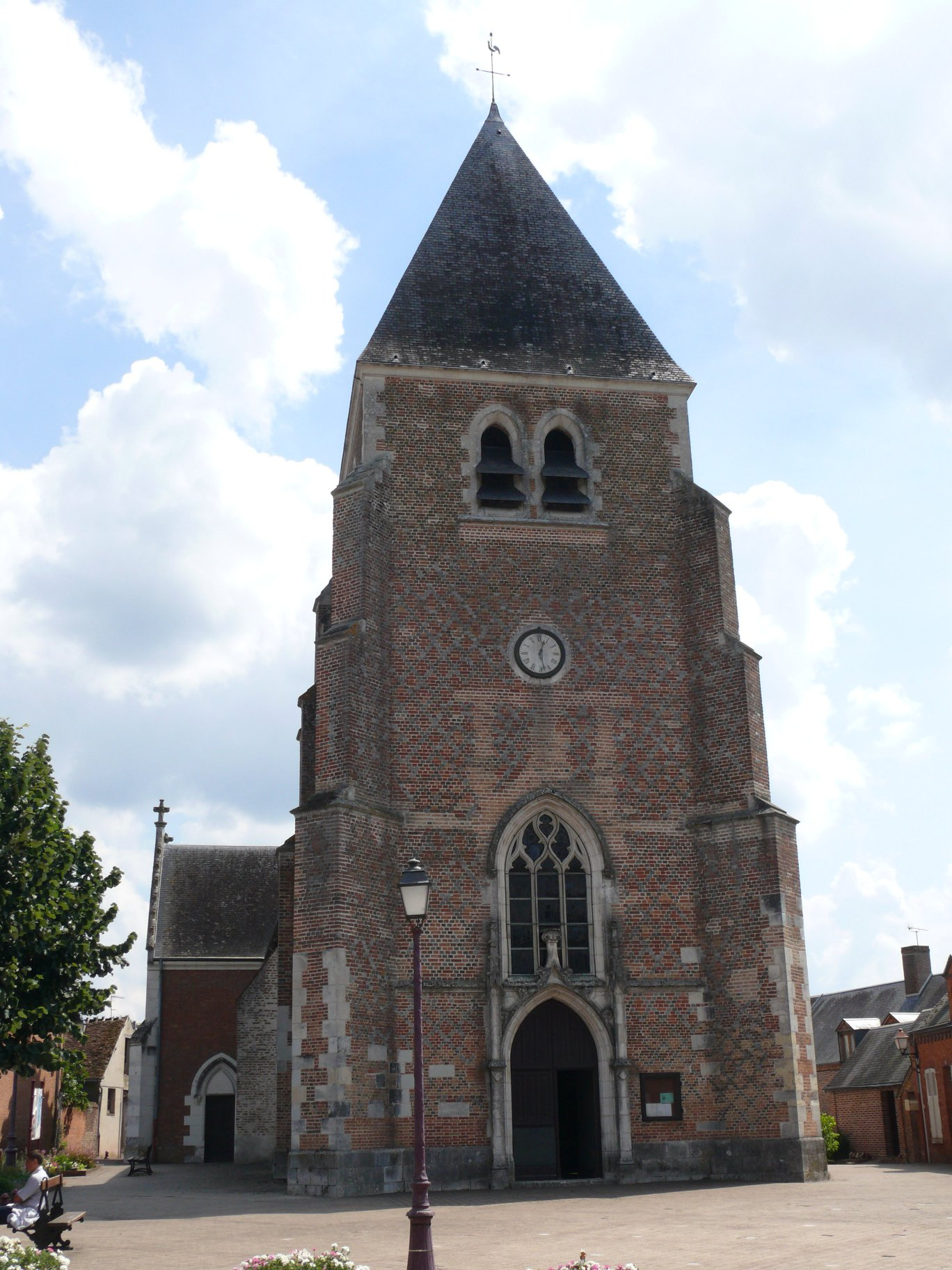
圣马丁教堂

2023年，努昂勒菲兹利耶境内有1家电影院。努昂勒菲兹利耶境内建有索洛涅之心图书馆（Bibliothèque Coeur de Sologne），每周二、三、六向公众开放。

### 建筑
截至2025年4月，努昂勒菲兹利耶境内共有3处建筑被列入法国国家文物保护单位，包括圣马丁教堂、莫莱昂城堡（Château de Moléon）和库尔西蒙仓库（Grange de Courcimont）。

### 旅游
努昂勒菲兹利耶的旅游事务由其所属的索洛涅之心市镇公共社区联合各级政府协调负责。2024年，努昂勒菲兹利耶境内共有3家酒店共计38间房间；另有1个露营地，可容纳共166辆露营车。

### 媒体
法国主要的媒体均可在努昂勒菲兹利耶接收，法国电视三台下属的中央-卢瓦尔河谷大区频道在部分时段播出努昂勒菲兹利耶所在卢瓦-谢尔省的地方新闻。图尔卢瓦尔河谷电视台和《中西部新共和国》是当地的主要地方媒体，两者总部均位于图尔。此外当地的地方性媒体还有震动广播、云雀广播、Ici奥尔良等。

## 友好城市
截至2025年4月，努昂勒菲兹利耶共与一座城市建立了友好城市关系：
- 德国 盖拉布龙